# Homo si teć
Homo si teć (ungefär med betydelsen "Låt oss springa" på lokal kroatisk dialekt) är ett maraton- och halvmaratonlopp i Rijeka i Kroatien. Det har arrangerats oavkortat sedan år 1998 och med ett deltagarantal på över 10 000 personer är det landets största halvmaraton.
Maraton- och halvmaratonloppet är öppet för aktiva från hela världen och arrangeras årligen i april.

## Fotnoter
1. ↑  Rijeka.run[död länk] (engelska)